# 本體楊心流
本體楊心流（ほんたいようしんりゅう）とは、日本武術の一流派。

## 歴史
江戸時代には播州を中心に広く行なわれた本體楊心高木流（高木流・高木楊心流・本體楊心流高木流などと表記される場合がある）より、昭和に入ってから派生した流派である。高木流は、明治以降もいくつかの分派を生じている。
高木流16代・角野八平太に入門し、皆伝を得た皆木三郎（号・虚舟）は、師の遺志を継ぎ、もともとの高木流の術技のうち重要なものはそのまま残しつつ技法の整理編纂を行った。
皆木三郎は神戸市の摩耶山普門の滝にて参篭修行し得る所があり、これにちなんで普門楊心流という名称で武術を教授したが時期によって名称は一定せず後に本體楊心流という名称に固定した。
皆木はこの本體楊心流を、井上剛に継承させたが、井上は皆木の高木流の兄弟子である金沢一三にも師事していた。したがって、現在教授されている本體楊心流の内容は、普門楊心流とまったく同一であるわけではなく、金沢伝の技法の一部なども加えられている。
現在、本體楊心流は、宗家である井上恭一の元で、兵庫県西宮市を中心に、海外にも支部を設置して普及にあたっている。

## 内容
巻物は初伝之許・中伝之許・奥伝之許・免許皆伝之巻・龍巻之巻・秘伝九字十字之巻からなる。
柔術
逆之形
裏小手、潜逆、蹴込逆、本極、担い逆、襷逆、前肘、肘落、小手返、折込
投之形
潜投、洞落、掬投、霞投、当身投、背負投、木の葉落、入身投、洞投、廻投
奥之形
小手落、十字逆、蹴落、裏極、叩き込、体落、小手折、肘極、稲妻落、廻落
短刀捕
引落、蹴込、小手返、潜投、潜落、真の当、洞投、肘極落、乱風落、捕付
太刀捕
飛剱、虚空、極め返、飛燕、一文字
表之形
霞捕、洞込、搦捕、虚倒、片胸捕、両胸捕、追掛捕、戒後砕、行違、唯逆、乱勝、拳流、膝車
楊心之形
小太刀（表・裏・走り掛り）
右燕、左燕、入身、飛燕、一文字
半棒術
右燕、左燕、入身、飛燕、一文字、抜き留め、はじき、右巻落、左巻落、紅葉乱れ
棒術
一本杉、柴もぐり、太刀もぎ、笠の内、はづし、虚空、瀧落、船張、薙乱風、付入り
居合術

## 系譜
- 17代:皆木三郎治正教
  - 18代:井上剛宗俊
    - 19代:井上恭一宗教（皆木三郎にも師事）

  - 原賀洋
  - 金澤映
  - 佐藤侯麿
  - 北田一夫（大和楊心流を開いた後、普門楊心流に復す）
  - 安本明功（本派楊心流を開く）